# Courseware
Courseware è un termine composto dalle parole "course" e "software". Il termine è stato coniato inizialmente per descrivere il materiale didattico utilizzato dagli insegnanti e dagli studenti, in particolare per il materiale usato al computer. L'utilizzo ed il significato del termine si è ampliato e oggi si riferisce all'intero corso e a tutto il materiale utilizzato nel corso stesso, online (internet based) o al computer (computer based). 
Il courseware può essere quindi prodotto e distribuito in diversi formati: in Internet, di solito ospitato su LMS o su CD-ROM o contemporaneamente in più formati, compreso quello cartaceo, per soddisfare ogni esigenza didattica e ogni target di utenza.
Molte Università nel mondo aderiscono al progetto OpenCourseWare, rendendo disponibile al pubblico il materiale didattico con licenza libera.